# Премія НАН України імені О. О. Потебні
Премія імені Олександра Опанасовича Потебні — премія, встановлена НАН України за видатні наукові роботи в галузі мовознавства, філософії, мови та народної творчості.
Премію засновано 1997 року постановою Президії НАН України від 20.06.1997 № 228 та названо на честь видатного українського мовознавця, філософа, фольклориста, етнографа, літературознавця, педагога, громадського діяча, доктора філології, професора, члена-кореспондента Петербурзької академії наук, член багатьох (у тому числі зарубіжних) наукових товариств Олександра Опанасовича Потебні. Перше вручення відбулося у 1999 році за підсумками конкурсу 1998 року.
Починаючи з 2007 року премію імені О. О. Потебні присуджує Відділення літератури, мови та мистецтвознавства НАН України щотри роки.

## Лауреати премії
| Рік  | Тема                                                                          | Лауреати                        | Коротко про лауреата |
| ---- | ----------------------------------------------------------------------------- | ------------------------------- | --- |
| 1998 | Цикл праць «Стилістика літописання» й «О. О. Потебня і його доба»             | Франчук Віра Юріївна            | доктор філологічних наук, професор, провідний науковий співробітник відділу російської мови Інституту мовознавства ім. О. О. Потебні Національної академії наук України                                                                     |
| 2000 | Праця «Праслов'янська акцентологія»                                           | Скляренко Віталій Григорович    | член-кореспондент НАН України, директор Інституту мовознавства ім. О. О. Потебні НАН України |
| 2002 | Праця «Числівники в слов'янських мовах (порівняльно-історичний нарис)»        | Лукінова Тетяна Борисівна       | доктор філологічних наук, провідний науковий співробітник відділу загальнославістичної проблематики і східнослов'янських мов) Інституту мовознавства ім. О. О. Потебні Національної академії наук України                                   |
| 2004 | Праця «Теоретична морфологія української мови»                                | Вихованець Іван Романович       | Член-кореспондент НАН України, провідний науковий співробітник відділу граматики української мови Інституту української мови НАН України |
| 2004 | Праця «Теоретична морфологія української мови»                                | Городенська Катерина Григорівна | доктор філологічних наук, професор, старший науковий співробітник відділу граматики та наукової термінології Інституту української мови НАН України]]                                                                                       |
| 2006 | Праця «Українська мова і мовне життя світу»                                   | Ткаченко Орест Борисович        | Член-кореспондент НАН України, завідувач відділу загального мовознавства Інституту мовознавства ім. О. О. Потебні Національної академії наук України                                                                                        |
| 2009 | Праця «Білорусько-український словник»                                        | Півторак Григорій Петрович      | академік НАН України, завідувач відділу Інституту мовознавства ім. О. О. Потебні НАН України |
| 2009 | Праця «Білорусько-український словник»                                        | Скопненко Олександр Іванович    | кандидат філологічних наук, старший науковий співробітник Інституту мовознавства ім. О. О. Потебні НАН України |
| 2012 | Праця «Теоретична граматика сучасної української мови. Морфологія. Синтаксис» | Загнітко Анатолій Панасович     | член-кореспондент НАН України, завідувач кафедри Донецького національного університету |
| 2015 | Праця «Етимологічний словник топонімів України»                               | Лучик Василь Вікторович         | доктор філологічних наук, професор, завідувач кафедри загального і слов'янського мовознавства Національного університету «Києво-Могилянська академія», провідний науковий співробітник Інституту мовознавства ім. О. О. Потебні НАН України |
| 2018 | Праця «Фольклорна проза про голодомори ХХ ст. в Україні»                      | Сокіл Василь Васильович         | доктор філологічних наук, завідувач відділу Інституту народознавства НАН України |